# Jurinea akinfievii
Jurinea akinfievii là một loài thực vật có hoa trong họ Cúc. Loài này được Nemirova mô tả khoa học đầu tiên năm 1973.